# Vittorino Gervasio
Vittorino Gervasio (Melfi, 5 gennaio 1886 – 9 giugno 1969) è stato un imprenditore, dirigente d'azienda e politico italiano.

## Biografia
Rimasto giovanissimo orfano di padre consegue il diploma di ragioneria nel 1903, quando da pochi mesi ha messo a disposizione le sue capacità per la fondazione della Banca Melfitana. Il buon contributo dato a questa operazione gli vale l'anno successivo l'incarico di costituire il reparto contabile della Federazione Italiana Consorzi Agrari, in seguito l'assunzione alla filiale di Potenza del Banco di Napoli. Ambizioso di ascendere a migliori posti chiede ed ottiene il trasferimento alla sede di Roma, dove abbina al lavoro gli studi per la laurea in scienze economiche, conseguita nel 1911.
Il nuovo titolo gli consente di partecipare ad un concorso interno al Banco per la carica di ragioniere capo, vinto il quale viene destinato dapprima alla sede di Cagliari e quindi a quella di Firenze.
Nel capoluogo toscano ottiene le cattedre di computisteria e ragioneria presso l'istituto tecnico Dornanzi e tecnica bancaria presso il Regio istituto commerciale. Moderatamente interventista all'entrata dell'Italia nella prima guerra mondiale parte volontario per il fronte ma per le sue competenze viene nominato ufficiale commissario della Regia Marina. Mantiene tale incarico fino all'armistizio per poi passare alle dipendenze dell'Ente autonomo del porto di Napoli quale capo dei servizi contabili.
Nel 1920 torna a Melfi, invitato allo stesso tempo dal Banco di Roma e dalla Banca Italiana di Sconto, intenzionate entrambe ad aprire proprie sedi in Basilicata. Gervasio decide di accettare l'invito della seconda, che si trova in quel periodo alle prese con la crisi finanziaria dell'Ansaldo ed è alla disperata ricerca di liquidità per evitare il fallimento. Il tentativo di scalata alla Comit è il colpo di grazia per la banca, cui non rimane altra scelta che una liquidazione onorevole. Nei pochi mesi in cui dirige la filiale melfitana della banca il Gervasio si distingue nella raccolta per il sesto prestito nazionale con una cifra di circa 13 milioni di lire.
Venuto meno il piano di finanziamento per l'industrializzazione della regione si trasferisce a Torino, assunto dalla Cinzano come procuratore del ramo amministrativo, dove rimane fino al suo ritiro per limiti di età con la carica di amministratore delegato.